# Il corsaro
Il corsaro er en opera i tre akter af Giuseppe Verdi. Den italienske libretto, der bygger på Lord Byrons digt The Corsair (1814), er skrevet af Francesco Maria Piave. Operaen blev uropført på Teatro Grande i Trieste den 25. oktober 1848.